# Jurica Vranješ
Jurica Vranješ (AFI: [ˈjuritsa ˈʋraɲɛʃ]) (Osijek, 31 de Janeiro de 1980) é um futebolista croata.

## Carreira
Vranješ nasceu em Osijek. Ele jogou pelo NK Osijek entre 1997 e 2000. Ele então se transferiu para o Bayer Leverkusen onde jogou três temporadas até transferir-se para o VfB Stuttgart em 2003 e finalmente para o Bremen em 2005.
Vranješ já fez parte da Seleção Croata de Futebol na Copa do Mundo de 2002, onde ele jogou duas partidas. Ele também jogou pela Croácia no Campeonato Europeu Sub-18 de 1998, quando seu país ficou em terceiro lugar.